# Karl Berg (Politiker)
Karl Berg (* 15. Oktober 1888 in Kaiserslautern; † 10. Oktober 1961 in Neesen) war ein deutscher Politiker (SPD).

## Leben
Karl Berg wurde als Sohn eines Tünchers geboren. Nach dem Besuch der Volksschule in Kaiserslautern absolvierte er eine Lehre als Tabakarbeiter und war bis 1913 als Zigarrenarbeiter tätig, zuletzt als Zigarrensortierer. Im Anschluss arbeitete er bis 1933 als Lagerhalter für die Filiale des Konsumvereins in Porta Neesen. Von 1914 bis 1918 nahm er als Soldat am Ersten Weltkrieg teil. Während des Krieges wurde er als Sanitäter an der Westfront eingesetzt und mit dem Eisernen Kreuz II. Klasse ausgezeichnet.
Berg war von 1919 bis 1933 Mitglied des Gemeinderates, von 1919 bis 1929 stellvertretender Gemeindevorsteher und von 1929 bis 1933 Gemeindevorsteher in Porta Neesen. Außerdem war er Beigeordneter des Amtes Hausberge und Mitglied des Kreisausschusses sowie Kreisvorsitzender des Kreises Minden. 1932 wurde er in den Preußischen Landtag gewählt, dem er bis 1933 angehörte. Am 16. April 1933 verließ er die SPD-Landtagsfraktion, blieb aber als fraktionsloser Abgeordneter Mitglied des Parlamentes.
Von 1948 bis 1956 war er Mitglied des Gemeinderates von Neesen und von 1948 bis zu seinem Tode Mitglied des Amtstages von Hausberge.